# Karen Parshall
Karen Hunger Parshall (née Karen Virginia Hunger; Virgínia, 1955) é uma historiadora da matemática estadunidense.
Foi palestrante convidada do Congresso Internacional de Matemáticos em Zurique (1994 : Mathematics in National Contexts (1875–1900): An International Overview). É desde 2002 membro correspondente da Académie internationale d'histoire des sciences. Foi de 1996 a 1999 editora do periódico Historia Mathematica.
Em 2012 foi eleita fellow da American Mathematical Society. Recebeu o Prêmio Memorial Albert Leon Whiteman de 2018 da American Mathematical Society, "for her outstanding work in the history of mathematics, and in particular, for her work on the evolution of mathematics in the USA and on the history of algebra, as well as for her substantial contribution to the international life of her discipline through students, editorial work, and conferences."

## Obras
- Eliakim Hastings Moore and the Founding of a Mathematical Community in America, 1892–1902, Annals of Science 41, 1984, pp. 313–333; also reprinted in Peter Duren (ed.): A Century of Mathematics in America. Part II, AMS History of Mathematics 2, Providence 1989, pp. 155–175 (by AMS Books Online: Part entitled Chicago)
- Joseph H. M. Wedderburn and the Structure Theory of Algebras,  Archive for History of Exact Sciences 32, 1985, pp. 223–349
- The Art of Algebra from al-Khwarizmi to Viète: a Study in the Natural Selection of Ideas, History of Science 26, 1988, pp. 129–164
- Toward a History of Nineteenth-Century Invariant Theory, in David E. Rowe, John McCleary (eds.): The History of Modern Mathematics Vol. 1, Academic Press, Boston 1989, pp. 157–206[3]
- com David E. Rowe: American Mathematics Comes of Age: 1875–1900, in Peter Duren (ed.): A Century of Mathematics in America. Part III, AMS History of Mathematics 3, 1989, pp. 3–28 (bei AMS Books Online: Part entitled The Nineteenth Century; from Google Books)
- com David E. Rowe: The Emergence of the American Mathematical Research Community 1876–1900: J. J. Sylvester, Felix Klein, and E. H. Moore, AMS/LMS History of Mathematics 8, Providence/London 1994[4]
- James Joseph Sylvester: Life and Work in Letters, Oxford University Press, 1998[5]
- com Adrian C. Rice (eds.): Mathematics Unbound: The Evolution of an International Mathematical Research Community, 1800–1945, AMS/LMS History of Mathematics 23, 2002[6]
- with Jeremy J. Gray (eds.): Episodes in the History of Modern Algebra (1800–1950), AMS/LMS History of Mathematics 32, Providence/London 2007 (Conference at MSRI 2002)
- 2000: Perspectives on American Mathematics, Bulletin of the American Mathematical Society 37: 381–405.
- 2006: James Joseph Sylvester: Jewish Mathematician in a Victorian World, Johns Hopkins University Press, ISBN 0-8018-8291-5[7]
- 2014: with Victor J. Katz: Taming the Unknown: History of algebra from antiquity to the early twentieth century, Princeton University Press ISBN 9780691149059.